# Lisa Lopes
Lisa Nicole Lopes (* 27. Mai 1971 in Philadelphia; † 25. April 2002 in Jutiapa, Honduras), besser bekannt unter ihrem Künstlernamen Left Eye, war eine US-amerikanische Sängerin, Rapperin und Mitglied des R&B-Trios TLC.

## Leben
Lisa Lopes wurde durch ihren Vater Ronald E. Lopes, der mehrere Instrumente beherrschte, musikalisch beeinflusst. Sie trat zunächst auf Schulfesten und bei Talentwettbewerben auf. Durch den Wohnsitzwechsel der Eltern kam sie nach Atlanta, wo sie die späteren Mitglieder von TLC kennenlernte.
Nach Veröffentlichung des Debütalbums Ooooooohhh... On the TLC Tip aus dem Jahre 1992 und einer Single kam es vor Erscheinen des Nachfolgealbums CrazySexyCool (1994) zu Schlagzeilen, als Lopes aus Wut im Badezimmer Turnschuhe mithilfe von Leichtbenzin entzündete. Das Feuer geriet außer Kontrolle, und die 1,5-Millionen-Villa ihres damaligen Freundes Andre Rison brannte bis auf die Grundmauern nieder. Der entstandene Medienrummel machte die Sängerin international bekannt. Das Album CrazySexyCool verkaufte sich über zehn Millionen Mal.
Nach dem dritten TLC-Album FanMail aus dem Jahr 1999 trat Lopes in weiteren Produktionen auf, wie z. B. 2000 zusammen mit Spice Girl Melanie C im Song Never Be the Same Again und in Space Cowboy mit *NSYNC. Außerdem entdeckte sie die Gruppe Blaque Ivory und veröffentlichte das Soloalbum Supernova, das nur in Europa erschien.

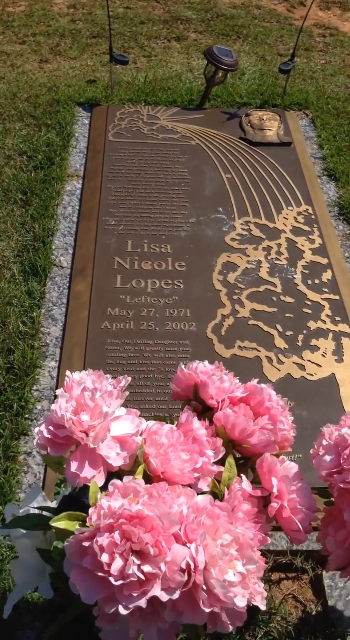
Lopes’ Grab im Hillandale Memorial Garden, Georgia

Während der Arbeiten am zweiten Soloalbum und am vierten Album von TLC starb Lopes im April 2002 bei einem Autounfall in Honduras. Sie fuhr mit einem Mitsubishi Pajero unangeschnallt in La Ceiba auf dem Highway carretera pavimentada und wich einem entgegenkommenden Lastwagen aus. Ihr SUV kam von der Straße ab und überschlug sich in einem Straßengraben. Während alle anderen Insassen des Fahrzeuges überlebten, starb Lopes an ihren Kopfverletzungen.
Ihr Bruder Ronald E. Lopes gründete nach ihrem Tod die Lisa Lopes Foundation, die verlassenen und vernachlässigten Jugendlichen in Honduras helfen soll. Die Stiftung will ihnen Zugang zu Mitteln verschaffen, um ihre Lebensqualität zu verbessern. Lisa Lopes war bereits Ende der 1990er Jahre für Menschen in Honduras tätig.

## Diskografie

### Studioalben
- 2001: Supernova
- 2009: Eye Legacy

### EPs
- 2009: Forever… The EP
- 2013: Reigndrops in My Left Eye

### Singles
| Jahr | Titel Album                           | Höchstplatzierung, Gesamtwochen, AuszeichnungChartplatzierungen (Jahr, Titel, Album, Platzierungen, Wochen, Auszeichnungen, Anmerkungen) | Höchstplatzierung, Gesamtwochen, AuszeichnungChartplatzierungen (Jahr, Titel, Album, Platzierungen, Wochen, Auszeichnungen, Anmerkungen) | Höchstplatzierung, Gesamtwochen, AuszeichnungChartplatzierungen (Jahr, Titel, Album, Platzierungen, Wochen, Auszeichnungen, Anmerkungen) | Höchstplatzierung, Gesamtwochen, AuszeichnungChartplatzierungen (Jahr, Titel, Album, Platzierungen, Wochen, Auszeichnungen, Anmerkungen) | Höchstplatzierung, Gesamtwochen, AuszeichnungChartplatzierungen (Jahr, Titel, Album, Platzierungen, Wochen, Auszeichnungen, Anmerkungen) | Anmerkungen |
| Jahr | Titel Album                           | DE | AT | CH | UK | US | Anmerkungen |
| ---- | ------------------------------------- | --- | --- | --- | --- | --- | --- |
| 1994 | How Do You Like It Get Up on It       | — | — | — | UK71 (2 Wo.)UK | US48 (20 Wo.)US | Erstveröffentlichung: März 1994 Keith Sweat feat. Left Eye                                                                    |
| 1997 | Not Tonight Hard Core                 | DE99 (1 Wo.)DE | — | — | UK11 (5 Wo.)UK | US6 Platin · (21 Wo.)US | Erstveröffentlichung: 24. Juni 1997 Lil’ Kim feat. Da Brat, Left Eye, Missy Elliott und Angie Martinez; Verkäufe: + 1.000.000 |
| 2000 | Never Be the Same Again Northern Star | DE5 Gold · (20 Wo.)DE | AT3 Gold · (16 Wo.)AT | CH3 Gold · (29 Wo.)CH | UK1 Gold · (16 Wo.)UK | — | Erstveröffentlichung: 20. März 2000 Melanie C feat. Lisa Lopes Verkäufe: + 1.005.000                                          |
| 2001 | The Block Party Supernova             | — | — | — | UK16 (5 Wo.)UK | — | Erstveröffentlichung: 24. Juli 2001                                                                                           |

Weitere Singles
- 1998: What’s Up (De De O’Neal feat. Left Eye)
- 2000: U Know What’s Up (Donell Jones feat. Left Eye)
- 2008: Let’s Just Do It (feat. TLC und Missy Elliott)